# KK Bosna
Maillots
Le Košarkaški klub Bosna, renommé KK Bosna Meridianbet pour des questions de sponsoring, est la section basket-ball du club omnisports du Bosna Sarajevo, situé à Sarajevo en Bosnie-Herzégovine. Le club a été fondé en 1951 mais connaît son heure de gloire à la fin des années 70 avec ses premiers titres de champion de Yougoslavie et surtout l'Euroligue en 1979.
Depuis l'éclatement de la République fédérative socialiste de Yougoslavie, il participe au championnat de Bosnie-Herzégovine mais également à la Ligue Adriatique.

## Noms sponsorisés

Logo de 2014 à 2022.

- 1951-2014 : Pas de sponsoring
- 2014-2022 : KK Bosna Royal
- 2022-: KK Bosna Meridianbet

## Palmarès
- Euroligue de basket-ball en 1978-1979
- Championnat de Bosnie-Herzégovine de basket-ball : 1998-1999, 2004-2005, 2005-2006
- Coupe de Bosnie-Herzégovine de basket-ball : 2004-2005, 2008-2009, 2009-2010
- Championnat de Yougoslavie de basket-ball : 1977-1978, 1979-1980, 1982-1983
- Coupe de Yougoslavie de basket-ball : 1977-1978, 1983-1984

## Entraineurs successifs
- 1971-1980 :  Bogdan Tanjević
- 1982-1987 :  Svetislav Pešić
- 2018-2019 :  Denis Bajramović

## Joueurs célèbres
- Nihad Đedović
- Sabahudin Bilalović
- Svetislav Pešić
- Edin Bavčić
- Predrag Danilović
- Suad Šehović
- Mirza Delibašić
- Žarko Varajić
- Nenad Marković